# Lars Hemmieoltmanns
Lars Hemmieoltmanns (* 18. Februar 1970) ist ein ehemaliger deutscher Basketballspieler.

## Laufbahn
Hemmieoltmanns spielte in der Jugend des Oldenburger TB, wurde mit dem OTB in der A-Jugend Dritter der deutschen Meisterschaft und gehörte ab 1988 zur Oldenburger Mannschaft in der 2. Basketball-Bundesliga. 1992 wechselte der 1,92 Meter große Flügelspieler zur SG Braunschweig in die Basketball-Bundesliga, kehrte aber im Laufe der Saison zum OTB zurück und spielte für die Oldenburger bis 1994, als er abermals nach Braunschweig wechselte (jetzt in der 2. Basketball-Bundesliga). In der Saison 1997/98 beendete er mit dem BC Oldenburg/Westerstede (ein zeitweiliger Zusammenschluss aus OTB und TSG Westerstede) die Hauptrunde auf dem ersten Tabellenrang der 2. Bundesliga Nord, verpasste in der Relegation jedoch den Aufstieg in die höchste deutsche Spielklasse.
1999 ging Hemmieoltmanns von Oldenburg zum Zweitligakonkurrenten BG 74 Göttingen, den er bis 2001 verstärkte. Anschließend spielte er in Oldenburg in der Regionalliga sowie später in der Alt-Herren-Mannschaft der BG Göttingen.